# Jamaica International Invitational
Il Jamaica International Invitational è un meeting internazionale di atletica leggera che si tiene annualmente presso l'Independence Park di Kingston, in Giamaica.
Il meeting, fondato nel 2004, è inserito nel calendario del circuito World Athletics Continental Tour; dal 2011 al 2018 ha fatto parte del circuito World Challenge.

## Edizioni
Di seguito la tabella delle ultime edizioni del meeting.
| Anno | Edizione      | Circuito             | Dettagli                                |
| ---- | ------------- | -------------------- | --------------------------------------- |
| 2011 | VIII          | World Challenge 2011 | Jamaica International Invitational 2011 |
| 2012 | IX            | World Challenge 2012 | Jamaica International Invitational 2012 |
| 2013 | X             | World Challenge 2013 | Jamaica International Invitational 2013 |
| 2014 | XI            | World Challenge 2014 | Jamaica International Invitational 2014 |
| 2015 | XII           | World Challenge 2015 | Jamaica International Invitational 2015 |
| 2016 | XIII          | World Challenge 2016 | Jamaica International Invitational 2016 |
| 2017 | XIV           | World Challenge 2017 | Jamaica International Invitational 2017 |
| 2018 | XV            | World Challenge 2018 | Jamaica International Invitational 2018 |
| 2019 | Non disputato | Non disputato        | Non disputato                           |

## Record del meeting

### Uomini
Statistiche aggiornate al 2018.
| Specialità             | Prestazione      | Atleta             | Nazione           | Data           |
| ---------------------- | ---------------- | ------------------ | ----------------- | -------------- |
| 100 m piani            | 9"76 (+1,8 m/s)  | Usain Bolt         | Giamaica          | 3 maggio 2008  |
| 200 m piani            | 19"56 (-0,8 m/s) | Usain Bolt         | Giamaica          | 1º maggio 2010 |
| 400 m piani            | 44"59            | Yousef Masrahi     | Arabia Saudita    | 9 maggio 2015  |
| 800 m piani            | 1'45"67          | Khadevis Robinson  | Stati Uniti       | 4 maggio 2009  |
| 1500 m piani           | 3'35"92          | Aman Wote          | Etiopia           | 5 maggio 2012  |
| 3000 m piani           | 7'59"92          | Juan Luis Barrios  | Messico           | 9 maggio 2015  |
| 110 m ostacoli         | 13"16 (+1,0 m/s) | Aleec Harris       | Stati Uniti       | 9 maggio 2015  |
| 400 m ostacoli         | 47"79            | Kerron Clement     | Stati Uniti       | 2 maggio 2008  |
| 3000 m siepi           | 8'34"17          | Ben Bruce          | Stati Uniti       | 5 maggio 2012  |
| Salto in alto          | 2,28 m           | Adam Shunk         | Stati Uniti       | 7 maggio 2005  |
| Salto in alto          | 2,28 m           | Jamal Wilson       | Bahamas           | 19 maggio 2018 |
| Salto con l'asta       | 5,80 m           | Sam Kendricks      | Stati Uniti       | 20 maggio 2017 |
| Salto in lungo         | 7,95 m           | James Beckford     | Giamaica          | 7 maggio 2005  |
| Salto triplo           | 16,80 m          | Samyr Laine        | Haiti             | 7 maggio 2011  |
| Getto del peso         | 21,85 m          | Christian Cantwell | Stati Uniti       | 3 maggio 2014  |
| Lancio del disco       | 66,36 m          | Fedrick Dacres     | Giamaica          | 20 maggio 2017 |
| Lancio del giavellotto | 76,30 m          | Shakiel Waithe     | Trinidad e Tobago | 7 maggio 2016  |

### Donne
Statistiche aggiornate al 2018.
| Specialità          | Prestazione        | Atleta              | Nazione     | Data           |
| ------------------- | ------------------ | ------------------- | ----------- | -------------- |
| 100 m piani         | 10"81 (+1,0 m/s)   | Carmelita Jeter     | Stati Uniti | 5 maggio 2012  |
| 200 m piani         | 22"09 (+0,5 m/s)   | Elaine Thompson     | Giamaica    | 20 maggio 2017 |
| 400 m piani         | 49"89              | Sanya Richards-Ross | Stati Uniti | 6 maggio 2006  |
| 800 m piani         | 1'58"41            | Kenia Sinclair      | Giamaica    | 7 maggio 2011  |
| 1500 m piani        | 4'08"37            | Alexa Efraimson     | Stati Uniti | 7 maggio 2016  |
| 3000 m piani        | 9'41"12            | Amela Terzić        | Serbia      | 3 maggio 2014  |
| 100 m ostacoli      | 12"39 (+2,0 m/s)   | Jasmin Stowers      | Stati Uniti | 9 maggio 2015  |
| 400 m ostacoli      | 54"20              | Lashinda Demus      | Stati Uniti | 6 maggio 2006  |
| Salto in alto       | 2,00 m             | Chaunté Lowe        | Stati Uniti | 1º maggio 2010 |
| Salto con l'asta    | 4,50 m             | Kylie Hutson        | Stati Uniti | 3 maggio 2014  |
| Salto in lungo      | 6,82 m (+0,2 m/s)  | Ese Brume           | Nigeria     | 19 maggio 2018 |
| Salto triplo        | 14,87 m (+0,3 m/s) | Caterine Ibargüen   | Colombia    | 9 maggio 2015  |
| Getto del peso      | 19,22 m            | Michelle Carter     | Stati Uniti | 5 maggio 2012  |
| Lancio del disco    | 62,41 m            | Gia Lewis-Smallwood | Stati Uniti | 4 maggio 2013  |
| Lancio del martello | 76,27 m            | DeAnna Price        | Stati Uniti | 19 maggio 2018 |